# Nova Ponte
Nova Ponte là một đô thị thuộc bang Minas Gerais, Brasil. Đô thị này có diện tích 1105,766 km², dân số năm 2007 là 11586 người, mật độ 10,47 người/km².